# رضا ربانی
رضا ربانی (انگلیسی: Raza Rabbani؛ زادهٔ ۲۳ ژوئیهٔ ۱۹۵۳) سیاست‌مدار اهل پاکستان است.
وی از سال ۲۰۱۵ تا ۲۰۱۸ وزیر دادگستری پاکستان و از سال ۱۹۹۳ تا ۱۹۹۶ رئیس سنای پاکستان بوده است.  